# Agrostis glabra
Agrostis glabra é uma espécie de gramínea do gênero Agrostis, pertencente à família Poaceae.